# Багалова, Зулейхан Мутушевна
Зулейха́н (Зула́й) Муту́шевна Бага́лова (род. 2 июня 1945, Калининское, Фрунзенская область) — чеченская актриса, долгое время была ведущей актрисой Чеченского драматического театра имени Ханпаши Нурадилова, Народная артистка Чечено-Ингушской АССР (1981), Народная артистка Российской Федерации (2022), общественная деятельница.

## Биография
Родилась 2 июня 1945 года в посёлке Калининское Киргизской ССР (ныне — Кара-Балта в Чуйской области). В 1963 году окончила театральную школу-студию при Чечено-Ингушском государственном драматическом театре имени Х. Нурадилова. В 1977 году окончила ГИТИС, где занималась в классе Нины Михоэлс, дочери Соломона Михоэлса.
В 1989 году сыграла первую роль в кино в фильме Илеса Татаева «Когда отзовется эхо». Затем актриса долгое время не появлялась на экранах. В 2015 году сыграла ещё одну роль в короткометражной драме «Обрыв» режиссёра Малика Тимирбулатова.

## Фильмография
- «Когда отзовётся эхо», 1989;
- «Обрыв» (Короткометражный фильм), 2015;

## Работа в театре
С 1961 по 1997 год — ведущая актриса Чеченского государственного драматического театра им. Ханпаши Нурадилова. В частности, сыграла главные роли в спектаклях «Горянка» Расула Гамзатова (Асет), «Бешто» Саида Бадуева и Мималта Солцаева (Бусана), «Совдат и Дауд» Абдул-Хамида Хамидова (Совдат), «Петимат» Саида Бадуева (Петимат), «Бож-Али» Абдул-Хамида Хамидова (Зулай), «Бессмертные» Абдул-Хамида Хамидова (Камета), «Мнимый больной» Мольера (Туаннета), «Коварство и любовь» Фридриха Шиллера, «Сид» Пьера Корнеля и многие другие.
В 1967 году на республиканском конкурсе художественных произведений пьеса Хамидова «Лийрбоцурш» (с чеч. — «Бессмертные»), посвящённая Ханпаше Нурадилову, была отмечена второй премией и дипломом I степени Министерства культуры РСФСР. В том же году на Всесоюзном конкурсе новых драматических произведений спектакль «Падение Бож-Али» был награждён дипломом III степени. В обоих этих спектаклях Багалова сыграла главные женские роли. «Падение Бож-Али» (позже переименованный в «Бож-Али») стал классикой чеченского театрального искусства и с неизменным аншлагом до сих пор идёт на сцене Чеченского драматического театра. После того, как Багалова сыграла главную женскую роль в этом спектакле, её стали называть именем главной героини.

## Общественная деятельность

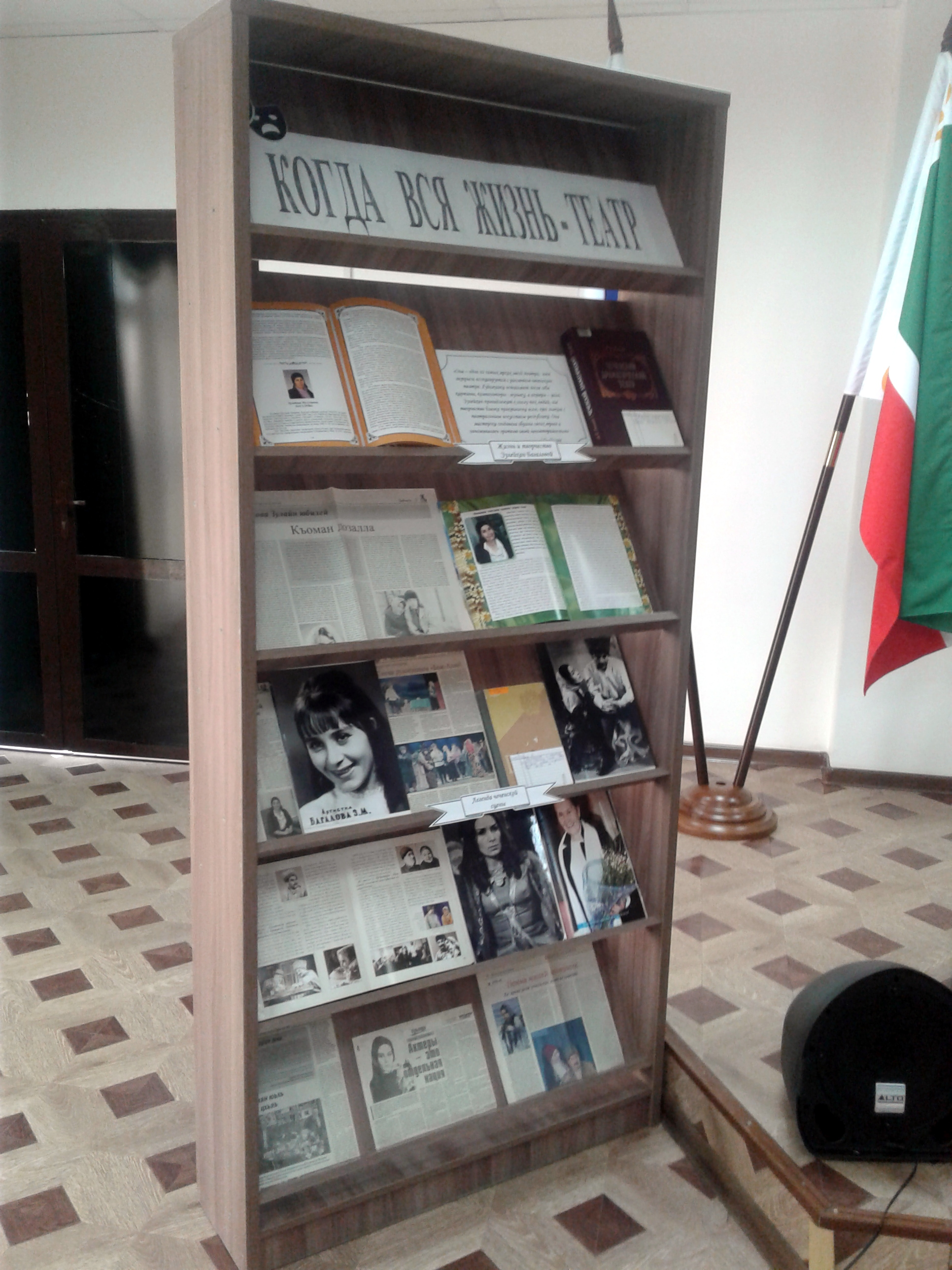
Стенд выставки в Национальной библиотеке Чеченской Республики, посвящённой 70-летнему юбилею Зулай Багаловой.

Трижды избиралась депутатом Грозненского городского совета и Верховного Совета ЧИАССР, была членом Президиума Верховного Совета ЧИАССР.
В 1997—2006 годах возглавляла созданный ею же Центр комплексных исследований и популяризации чеченской культуры «ЛАМ». За это время было осуществлено несколько проектов в сферах образования, журналистики, книгоиздания и др. В частности, издавался журнал «Вестник Лам», было снято несколько документальных фильмов («Традиционные чеченские песнопения», «Башенная архитектура Чечни», о жизни жителей Грозного 1990-х годов); организованы и проведены фотовыставки в Москве и Грозном («Прогулки по Грозному» и другие). В целом её деятельность была направлена на поддержание культурных основ чеченского общества, развитие общественного прогресса.

## Награды
- Орден «Знак Почёта» (1971 год).
- Медаль «В ознаменование 100-летия со дня рождения Владимира Ильича Ленина»
- Медаль «Ветеран труда» (1984 год).
- Медаль «К 60-летию СССР».
- Медаль «60-летие ЧИАССР».
- Медаль «За заслуги перед Чеченской Республикой» (25 апреля 2022 года) — за вклад в развитие национальной культуры Чеченской Республики, безупречную добросовестную работу и в связи с Днём чеченского языка[2].
- Народная артистка Российской Федерации (1 апреля 2022 года) — за большие заслуги в развитии театрального и кинематографического искусства[3].
- Заслуженная артистка РСФСР (20 мая 1991 года) — за заслуги в области советского театрального искусства[4].
- Народный артистка Чечено-Ингушской АССР (1981 год).
- Высшей оценкой её общественной деятельности стал специальный диплом «Всемирного движения за демократию», вручённый 14 ноября 2000 года в Сан-Паулу (Бразилия) за активную миротворческую деятельность и защиту прав человека в ходе вооруженного конфликта[5].
- В 2005 году была включена в проект ООН «Тысяча женщин мира» как номинант на Нобелевскую премию мира[6].
- В 2006 году стала лауреатом премии «За подвижничество» региональной общественной организации «Интеллектуальный центр Чеченской Республики». В 2015 году той же организацией была награждена дипломом «За профессиональную честь».

## Семья
Вдова известного чеченского актёра Юсупа Идаева. У неё два сына, дочь и две внучки.